# Río Narcea
Río Narcea är ett vattendrag i Spanien.   Det ligger i provinsen Province of Asturias och regionen Asturien, i den norra delen av landet, 400 km nordväst om huvudstaden Madrid.